# Cotylometra gracilicirra
Cotylometra gracilicirra is een haarster uit de familie Colobometridae.
De wetenschappelijke naam van de soort werd in 1908 gepubliceerd door Austin Hobart Clark.